# Der zweite Fleck

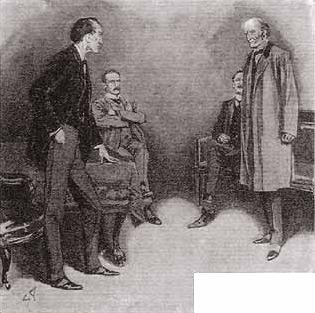
Sherlock Holmes mit seinem Klienten und Dr. Watson

Der zweite Fleck (The second Stain) ist eine Sherlock-Holmes-Kurzgeschichte von Arthur Conan Doyle aus dem Jahr 1904, welche im Collier's Weekly erschien und von Sidney Paget illustriert wurde. 1905 erschien sie im Gesamtband Die Rückkehr des Sherlock Holmes (The Return of Sherlock Holmes).

## Handlung

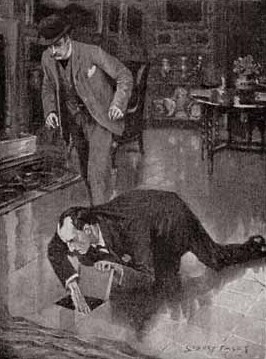
Sherlock Holmes beim Untersuchen des Geheimfachs

Der (fiktive) britische Premierminister Lord Bellinger und der Staatssekretär für Europäische Angelegenheiten Trelawney Hope suchen Sherlock Holmes auf, um diesen für die Wiederbeschaffung eines wichtigen Dokuments zu beauftragen, welches aus Hopes Dokumententasche in dessen Haus gestohlen wurde. Die Auftraggeber sagen Holmes, dass die Wiederbeschaffung des Dokuments äußerst wichtig sei, da es in falschen Händen durch Enthüllung den Frieden in Europa gefährden könne. Zunächst klären sie ihn nicht über den Inhalt des Dokuments auf, doch nachdem Holmes mit Ablehnung des Falls droht, geben sie zu, dass es eine persönliche Note eines europäischen Monarchen ist, die prekäre Äußerungen enthält und bei Veröffentlichung Krieg bedeute. Holmes notiert den Namen des Souveräns auf einem Zettel und reicht ihn dem Premierminister, welcher zustimmend nickt. Nun beginnt Holmes mit der Ermittlung und befragt den Staatssekretär, welcher schwört das Dokument nicht unbeaufsichtigt gelassen zu haben und es nachts in ein Zimmer neben seinem Schlafgemach gelassen zu haben, er und seine Ehefrau aber einen so leichten Schlaf hätten, dass keinesfalls jemand hineingelangt sein könne. Zudem hätten weder seine Frau noch seine Diener vom brisanten Inhalt des Koffers gewusst.
Holmes glaubt, dass das Dokument von einem der Agenten in London gestohlen wurde, und überprüft, ob jemand die Stadt verlassen hat, als Watson ihm überraschenderweise mitteilt, dass Eduardo Lucas aus Godolphin Street in der Nähe von Whitehall in seinem Haus ermordet wurde. Bevor er dort seine Ermittlungen beginnt, erscheint Lady Hilda Trewlawney Hope, die Frau des Staatssekretärs, in der Baker Street und bittet Holmes, den Inhalt des Dokuments preiszugeben, denn es sei wichtig, dass sie ihn kenne. Holmes jedoch verweigert die Auskunft und gibt ihr nur zu verstehen, dass aus dem Diebstahl ernsthafte Konsequenzen erwachsen können. Bevor sie geht, bittet Lady Hilda noch darum, dass ihr Ehemann nichts von ihrem Besuch erfährt.
Einige Tage verstreichen, ohne dass die Ermittlungen vorankommen, bis die Polizei Lucas’ Diener Mitton verhaftet, welcher aber ein Alibi vorweisen kann. Vier Tage nach dem Mord berichtet ein Zeitungsbericht aus Paris, dass Madame Henri Fournaye für Lucas’ Tod verantwortlich sei, welcher in Wahrheit Henri Fournaye hieß und ein Doppelleben führte. Seine Frau sei aufgrund ihrer kreolischen Herkunft krankhaft eifersüchtig und habe ihren Mann in einem Tobsuchtsanfall niedergestochen. Sie wird der Tat überführt und aufgrund ihres Wahnsinns für geisteskrank befunden.
Inspektor Lestrade ruft Holmes zum Tatort, um eine seltsame Beobachtung zu untersuchen, Lucas blutete auf einen Teppich, aber an der Stelle, wo das Blut durchsickerte ist kein Fleck auf dem Boden. Holmes kombiniert, dass demzufolge jemand den Tatort betrat und den Teppich verschob, obwohl Lestrade versichert, das Haus sei durchgehend bewacht worden. Holmes lässt Lestrade den wachhabenden Konstabler überführen, welcher zugibt, einer Frau Zutritt zum Hause gewährt zu haben. Holmes zeigt ihm eine Photographie und der Konstabler ist verblüfft, denn sie zeigt die Frau. Holmes untersucht den Boden unter dem Teppich erneut und findet ein Geheimfach, welches jedoch leer ist.
Holmes weiß nun wer den Brief hat. Er fährt mit Watson in Lady Hildas Haus und konfrontiert sie mit seinem Schluss, sie habe den Brief entwendet, er wisse aber nicht warum. Nachdem sie zunächst alles leugnet, gibt sie zu, dass sie den Brief aus dem Dokumentenkoffer gestohlen hat. Eduardo Lucas hat sie dazu gezwungen, da er einen kompromittierenden Brief aus ihrer Jugend in seinem Besitz hatte, welcher ihrer Meinung nach ihre Ehe mit Trelawney Hope gefährdet hätte, sollte er bekannt werden. Sie wollte ihrem Mann nicht Schaden, hätte aber keine Wahl gehabt. Holmes ersinnt einen Weg, wie er das Dokument auf unverdächtige Weise wieder seinem Besitzer zuführen kann und versteckt es wieder im Aktenkoffer. Als Hope mit dem Premierminister ins Haus kommt, teilt ihm Holmes mit, dass die einzig mögliche Schlussfolgerung aus seinen Ermittlungen ist, dass das Dokument immer noch im Koffer sei, denn sonst wäre es ja veröffentlicht worden. Hope findet wie erwartet das Dokument und Holmes und Watsons Arbeit ist getan, einzig der Premierminister erkennt, dass Holmes nicht die Wahrheit sagte, erhält aber auf Nachfrage von Holmes nur die Antwort, dass auch Watson und er diplomatische Geheimnisse hätten.